# Papiermark

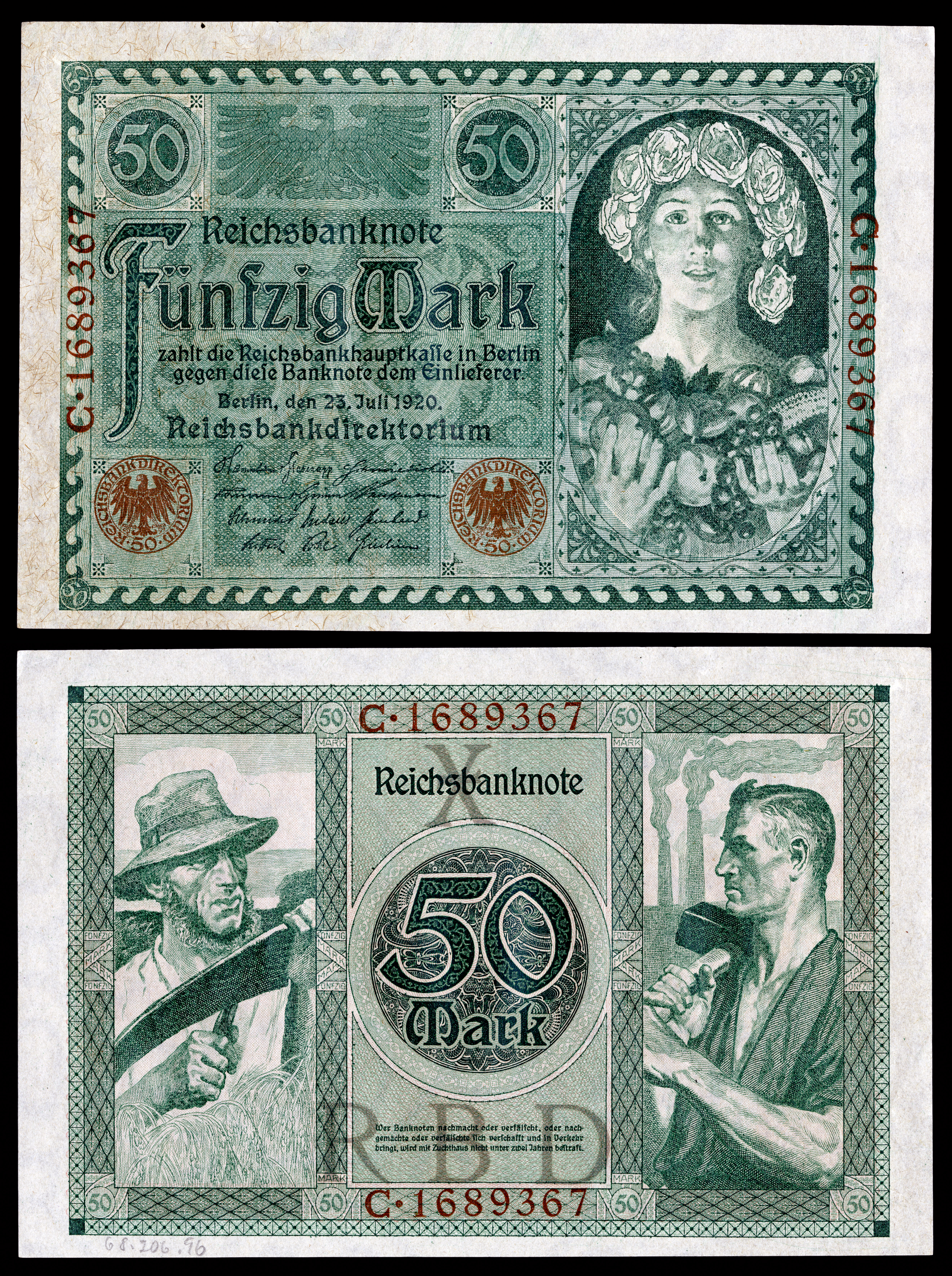
Biljet van 50 Mark

Papiermark was een officieuze naam voor het papiergeld van de Duitse Goldmark, dat van 1919 tot 1923 in Duitsland gedurende de Weimarrepubliek werd uitgegeven. 

## Introductie
Officieel was de waarde gelijk aan de Mark deutscher Währung die in 1871 was ingevoerd en waarvan de waarde was gebaseerd op een afgezwakte vorm van de gouden standaard, waarbij het door de Reichsbank ingewisseld zou kunnen worden tegen gouden munten. Aan deze verplichting kwam na het uitbreken van de Eerste Wereldoorlog op 4 augustus 1914 een einde. Om de kosten van de oorlog te kunnen opbrengen verdwenen vanaf 1914 munten uit edelmetaal uit de roulatie.
Door de oorlog, die vooral was betaald door leningen aan te gaan, en de hoge herstelbetalingen die tijdens de Vrede van Versailles aan Duitsland waren opgelegd liep de inflatie op. Tijdens de hyperinflatie ten gevolge van de Ruhrbezetting door Frankrijk en België ontstond in 1923 de benaming Papiermark. Op het hoogtepunt van de inflatie was 4,2 biljoen Papiermark gelijk aan 1 Amerikaanse dollar. Aan de munteenheid kwam een einde op 1 januari 1924.
In november 1923 werd de Rentenmark ingevoerd. Deze had een waarde van 1 biljoen Papiermark, het was geen wettig betaalmiddel maar een rekeneenheid. Op basis hiervan werd in 1924 de Reichsmark (rijksmark) als wettig betaalmiddel ingevoerd. Oude biljetten konden tegen de vastgestelde wisselkoers tegen nieuwe worden ingeruild.

## Bankbiljetten
Het effect van de inflatie is te zien aan de bankbiljetten, die op een zeker moment afkortingen voor de woorden miljoen en miljard toonden in plaats van het volledig uitgeschreven bedrag in cijfers, omdat het aantal nullen meer plaats in zou nemen dan de ruimte voor de letters. Biljetten met een nominale waarde van 1 biljoen en hoger zijn slechts korte tijd in omloop geweest en de meeste ervan zijn daarna ingewisseld tegen Reichsmarken. Deze biljetten zijn relatief zeldzaam geraakt, in tegenstelling tot lagere waarden, die op het moment dat ze konden worden omgewisseld zo goed als niets meer waard waren.

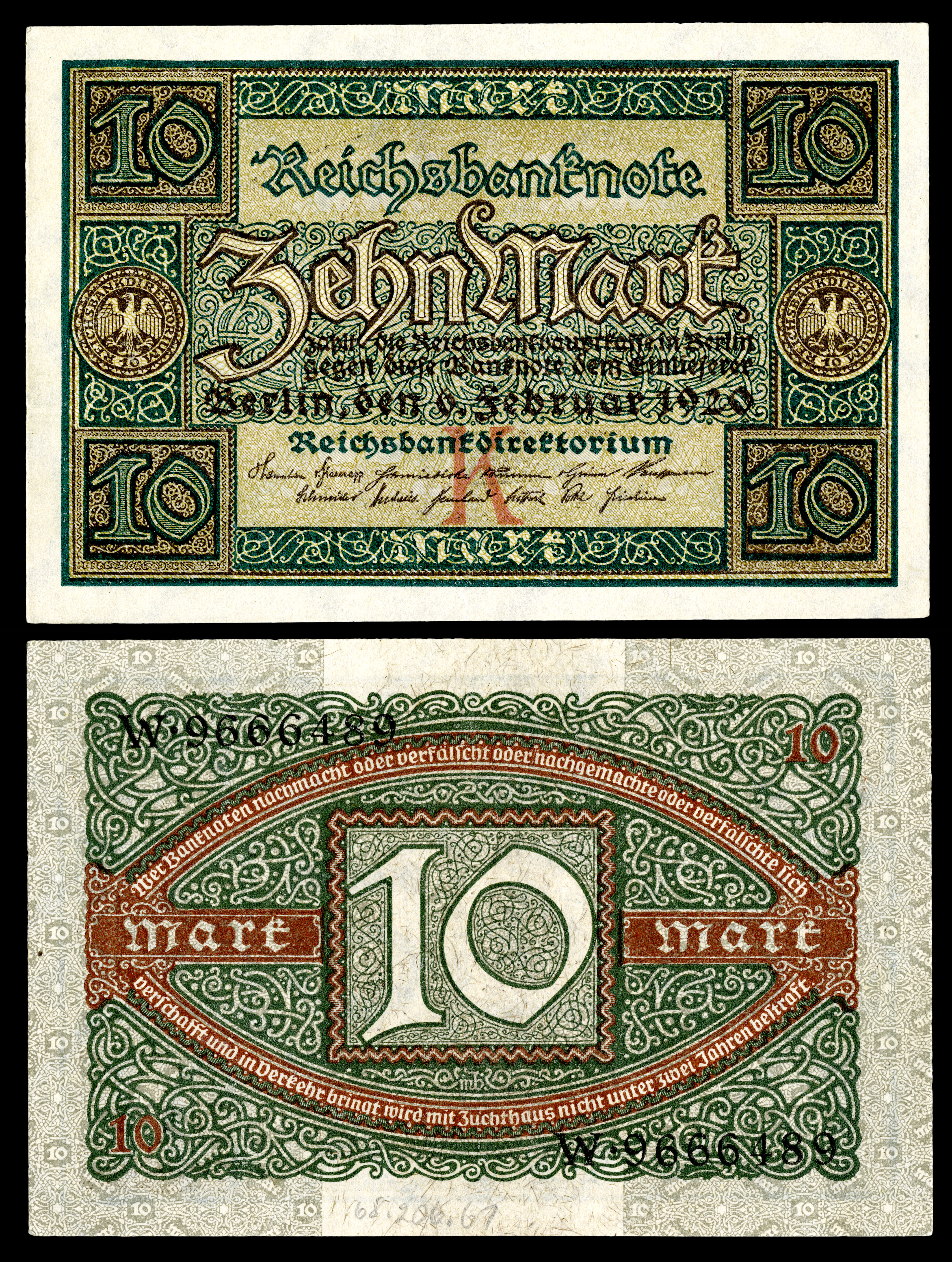
10 Mark (1920)
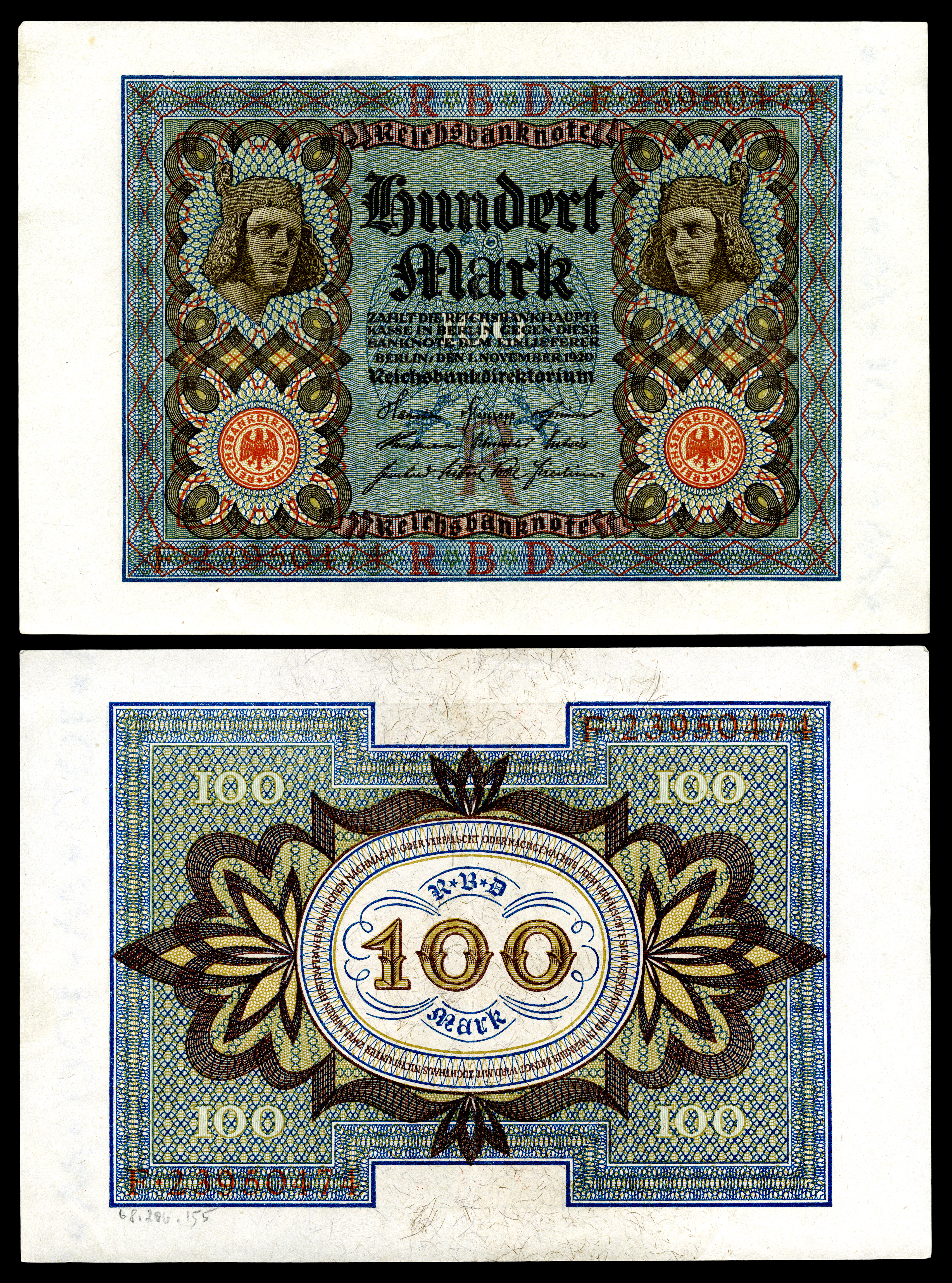
100 Mark (1920)
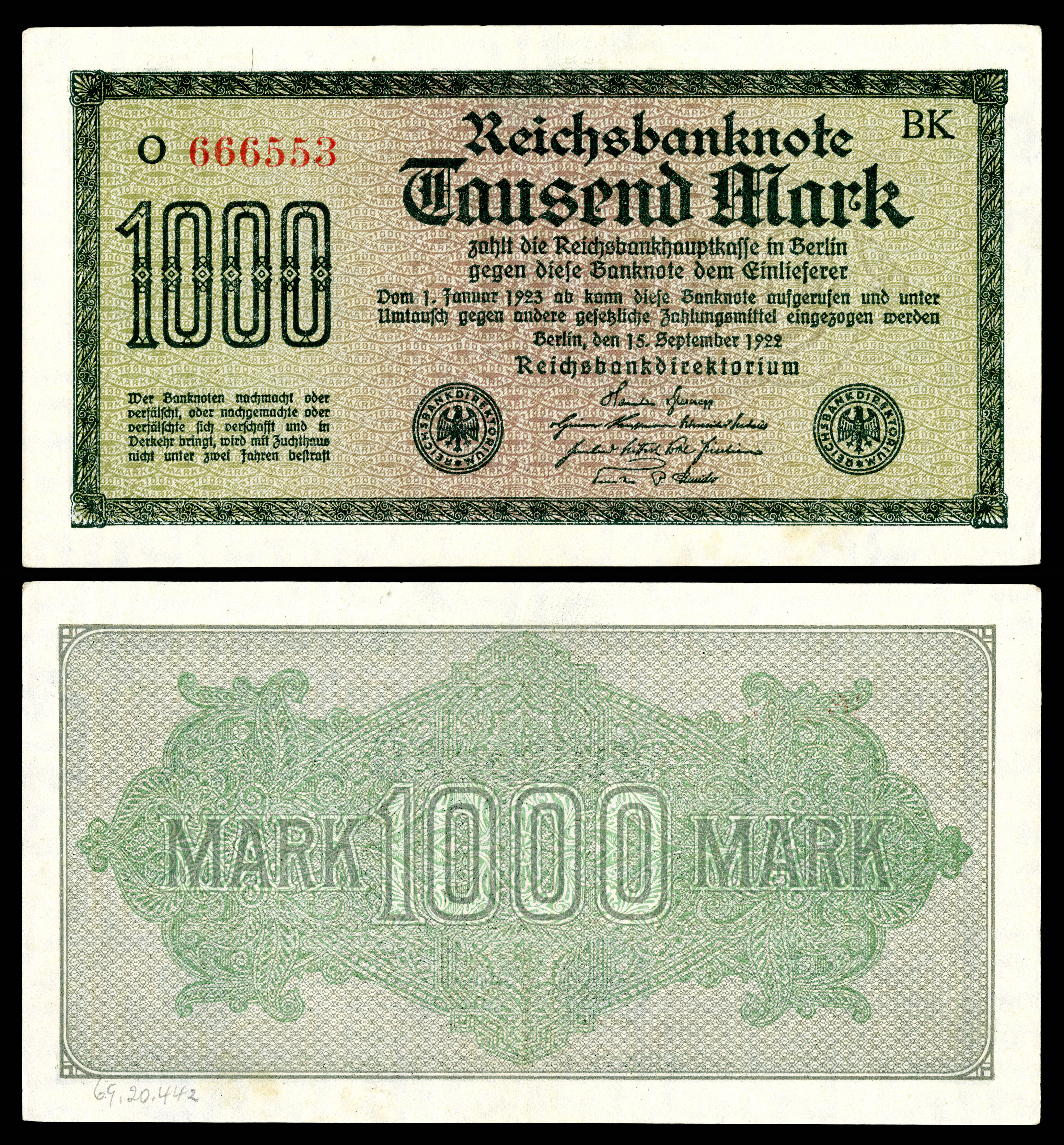
1.000 Mark (15 september 1922)
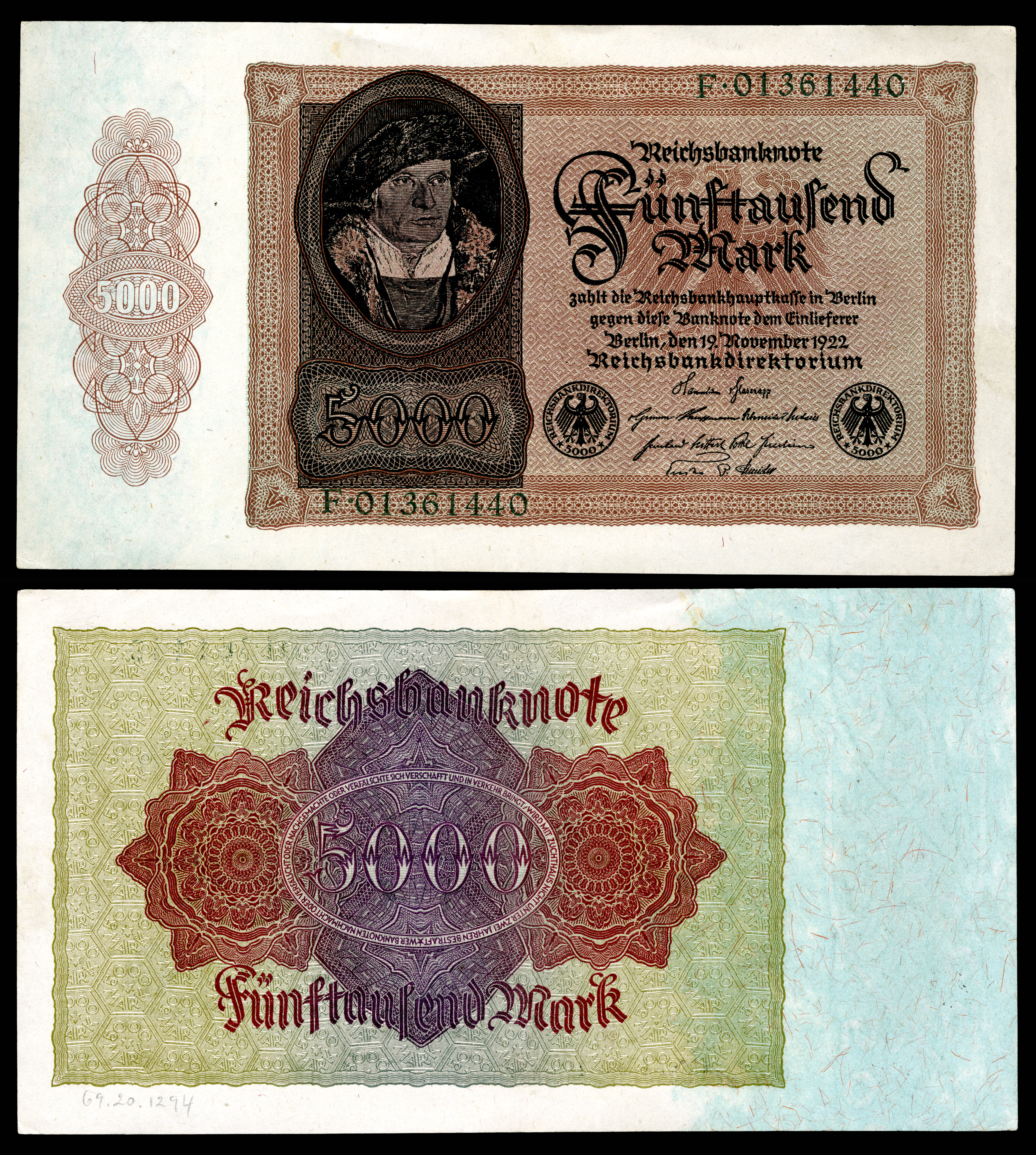
5.000 Mark (19 november 1922)
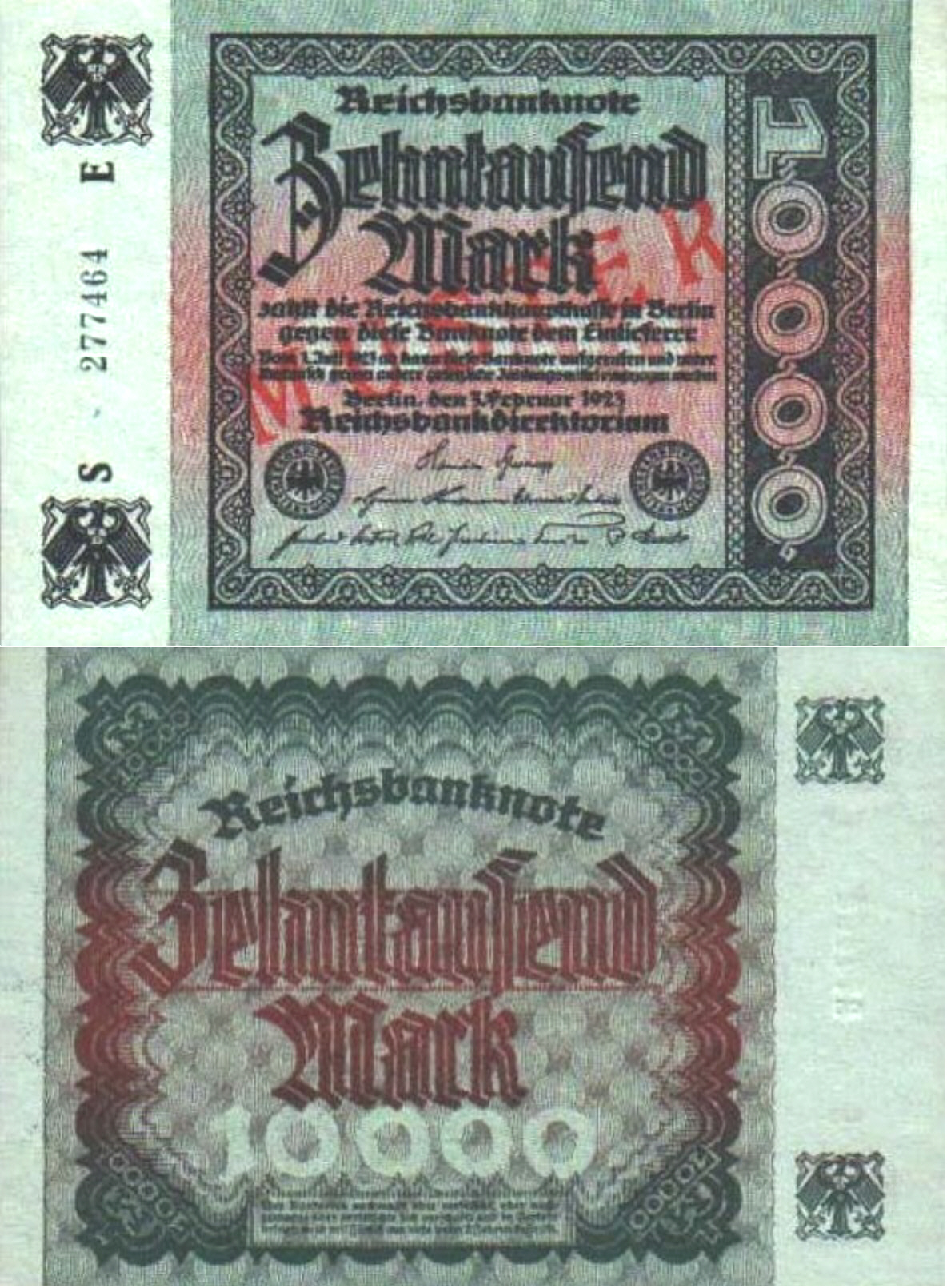
10.000 Mark (3 februari 1923)
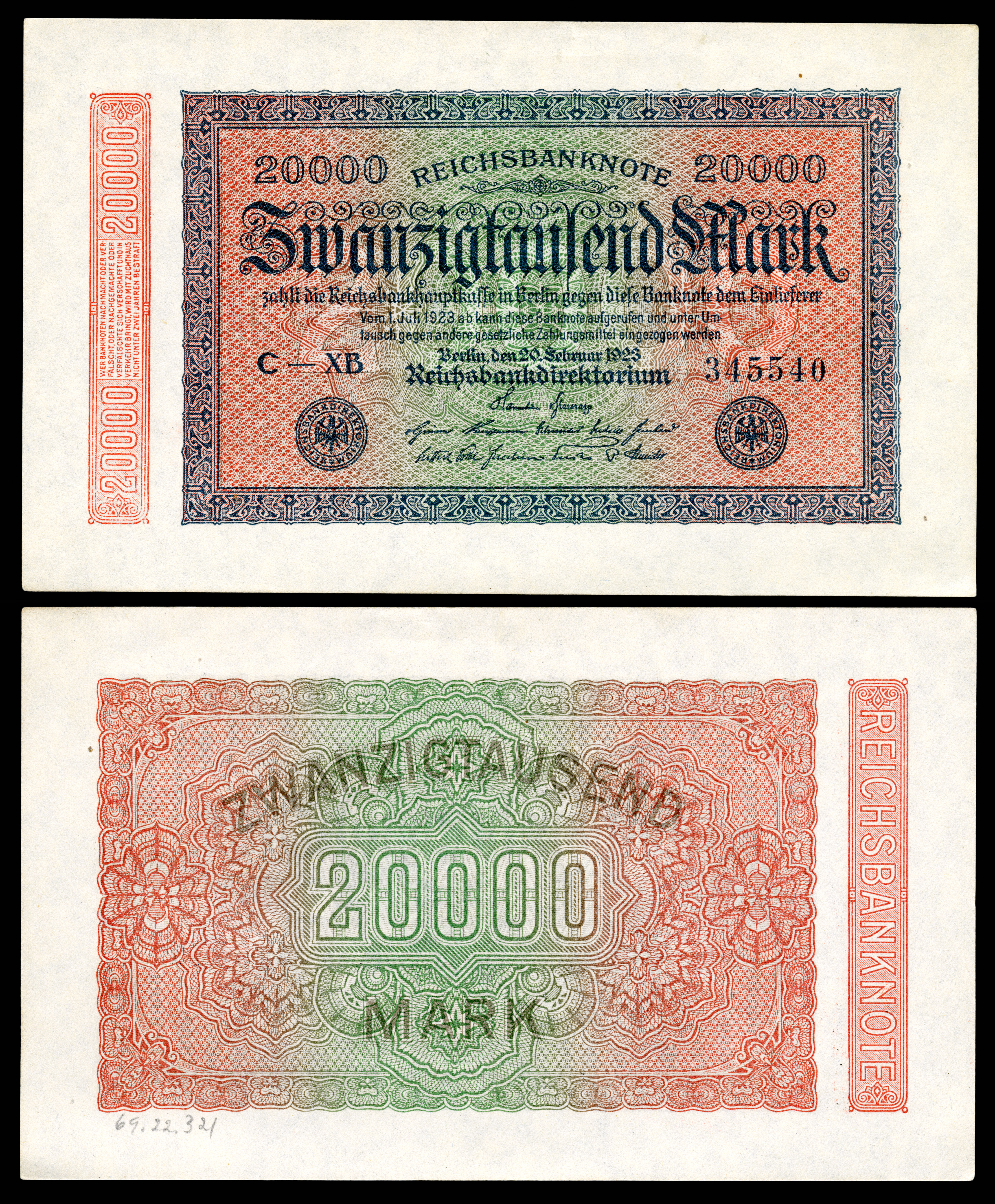
20.000 Mark (20 februari 1923)
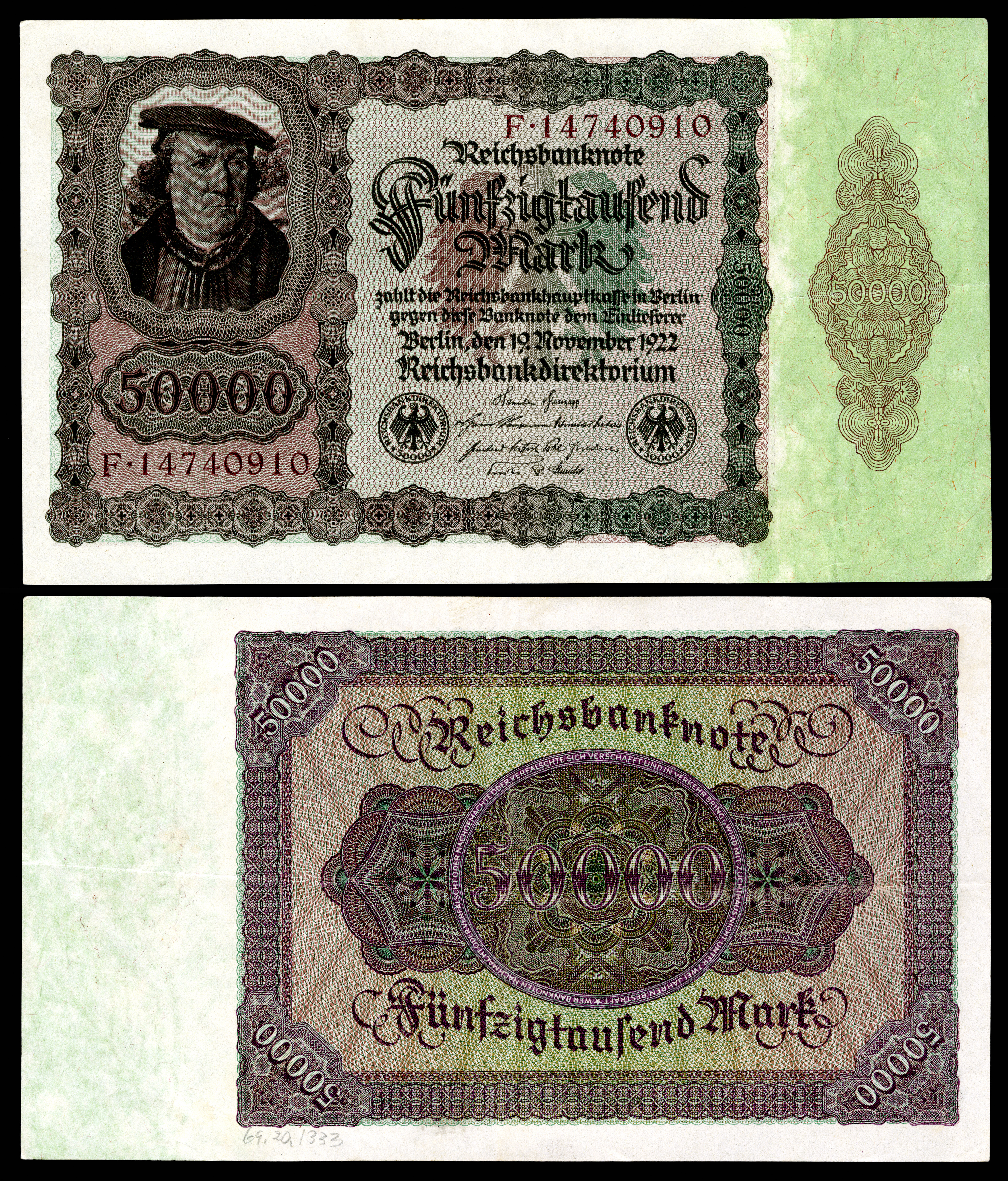
50.000 Mark (19 november 1922)
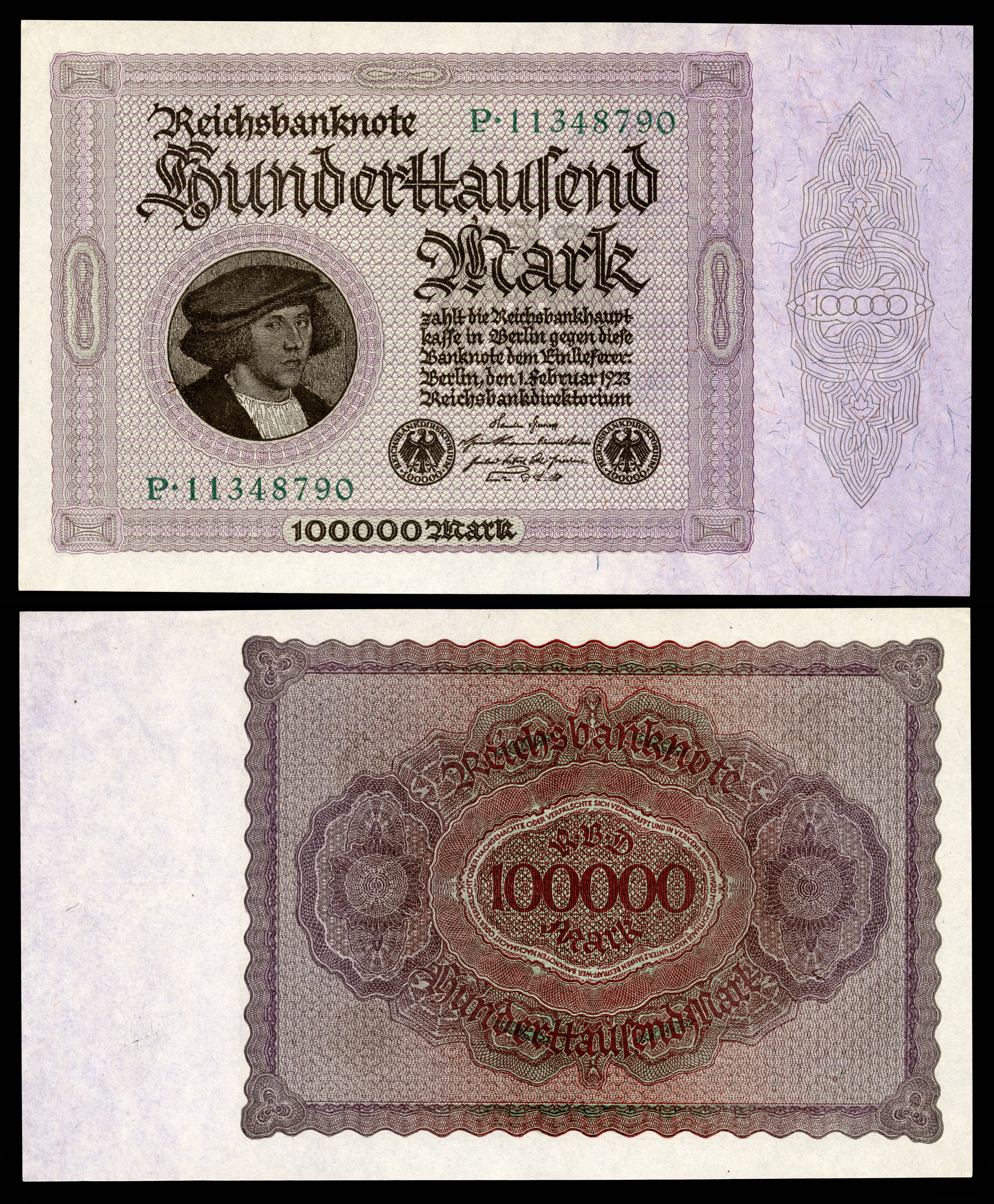
100.000 Mark (1 februari 1923)
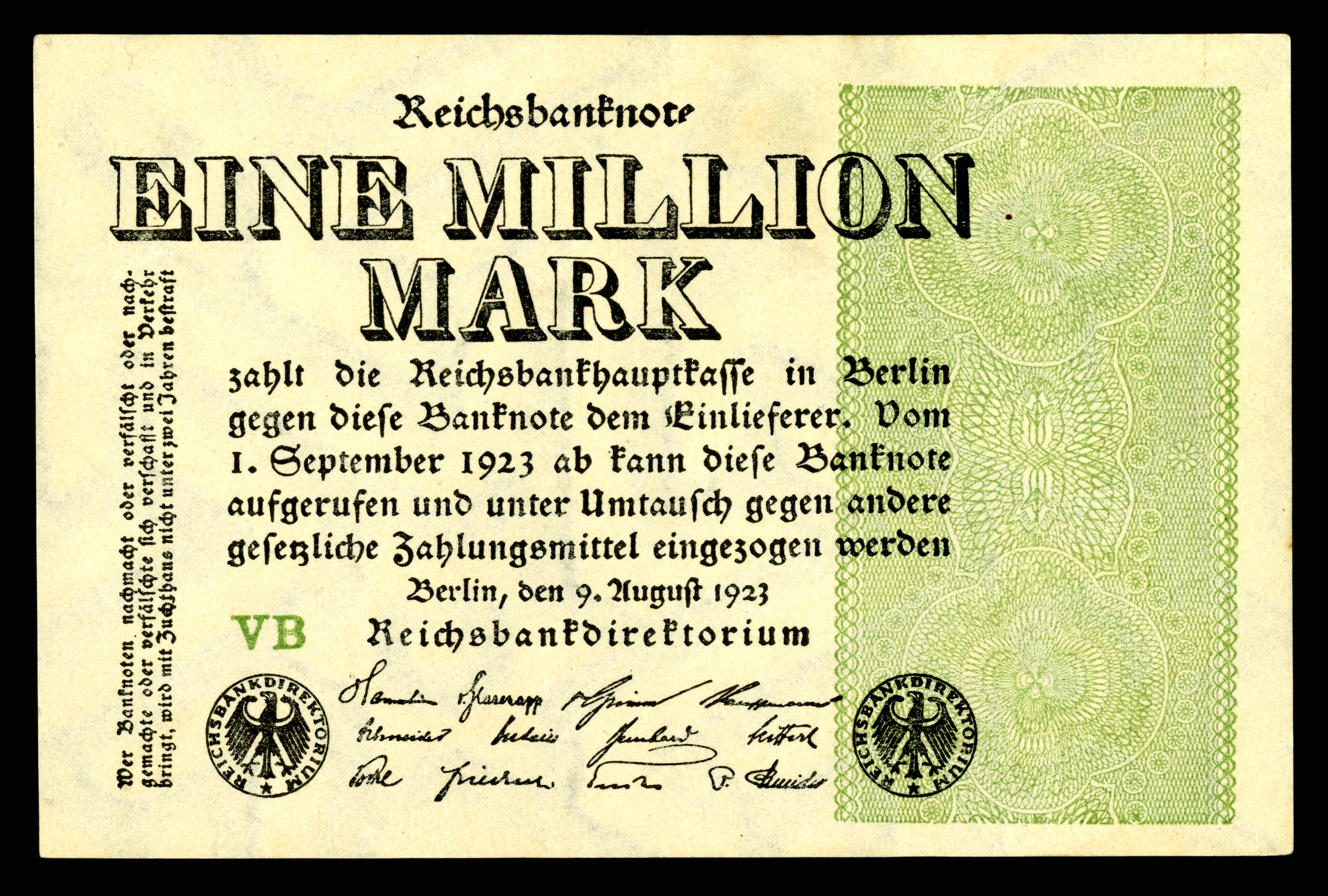
1 miljoen Mark (9 augustus 1923)
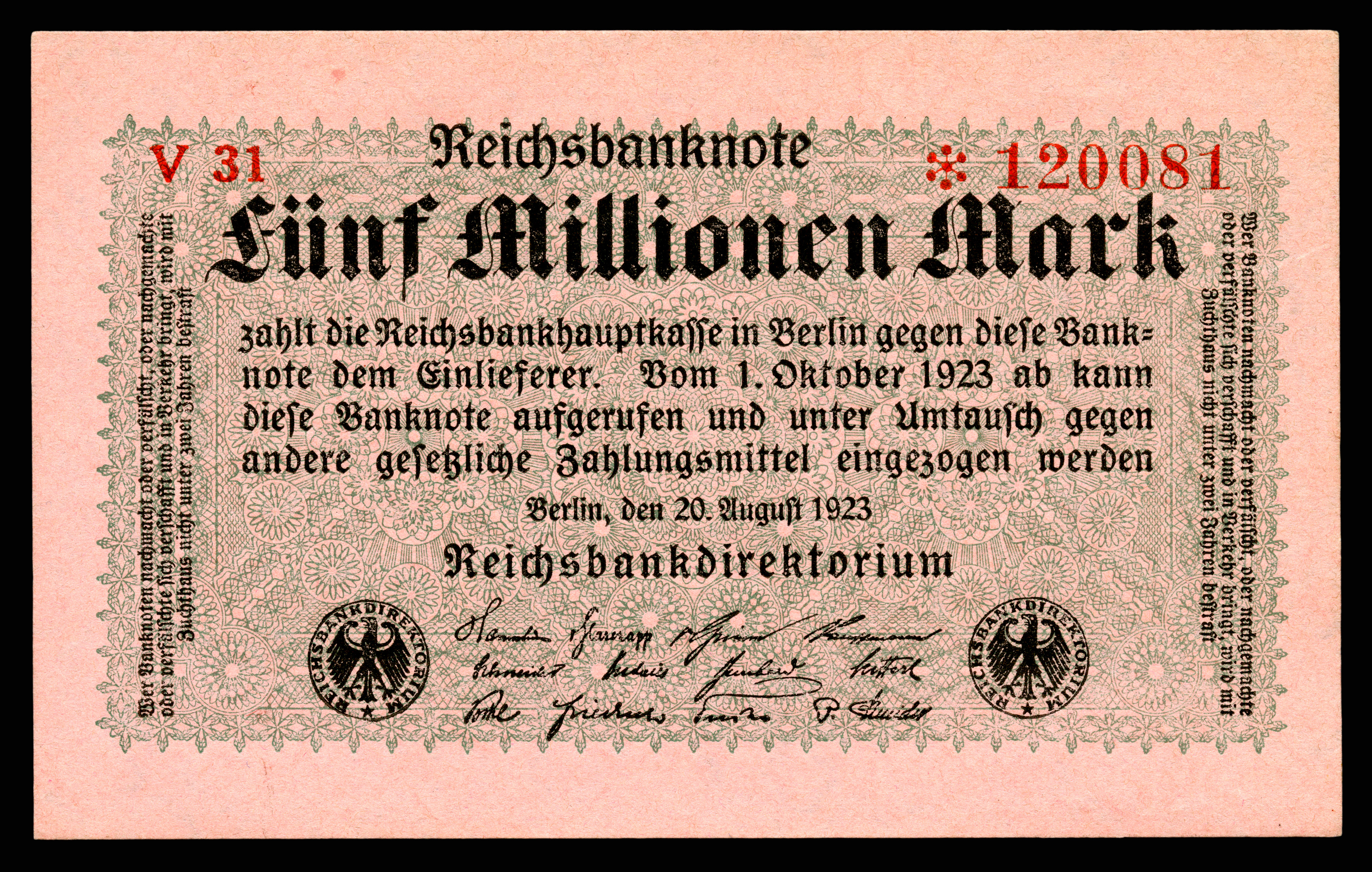
5 miljoen Mark (20 augustus 1923)
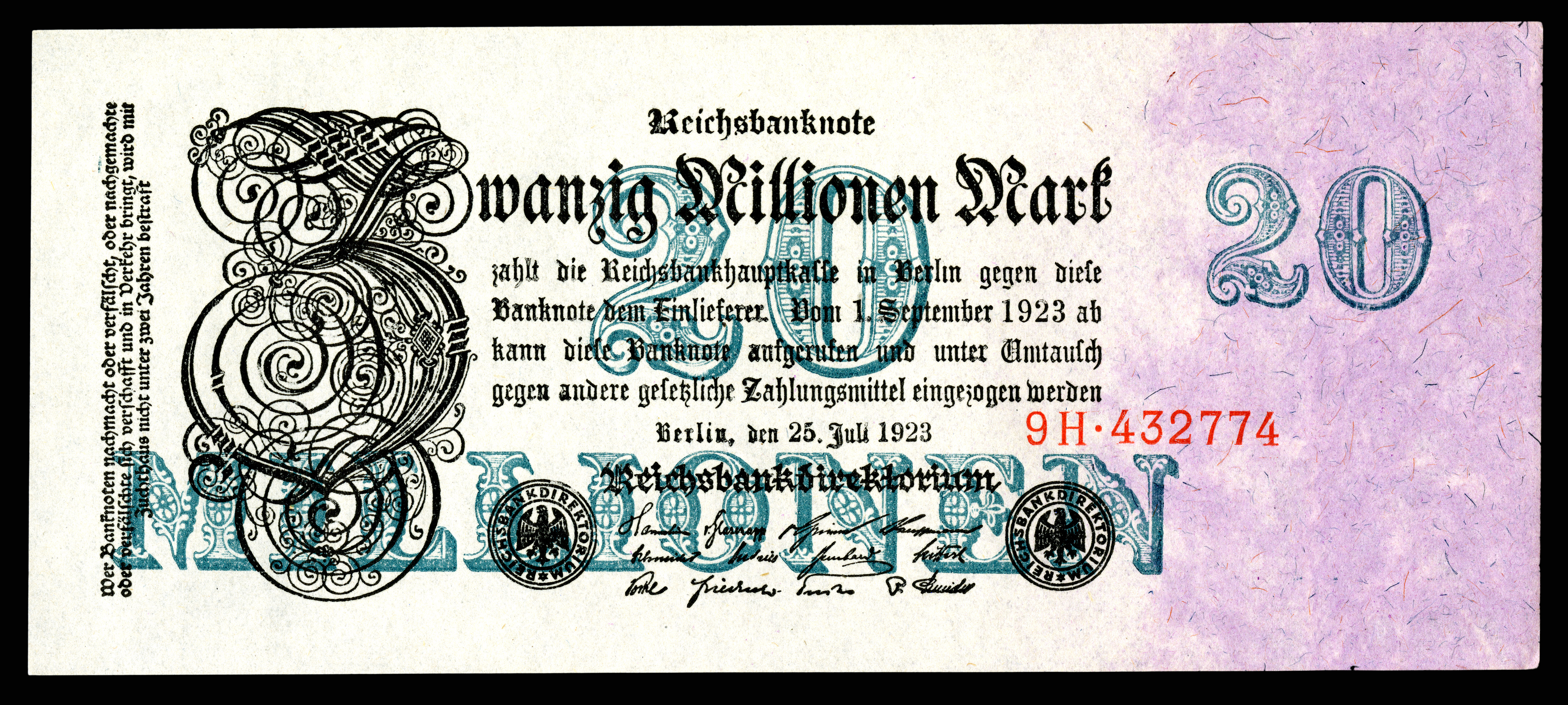
20 miljoen Mark (25. Juli 1923)
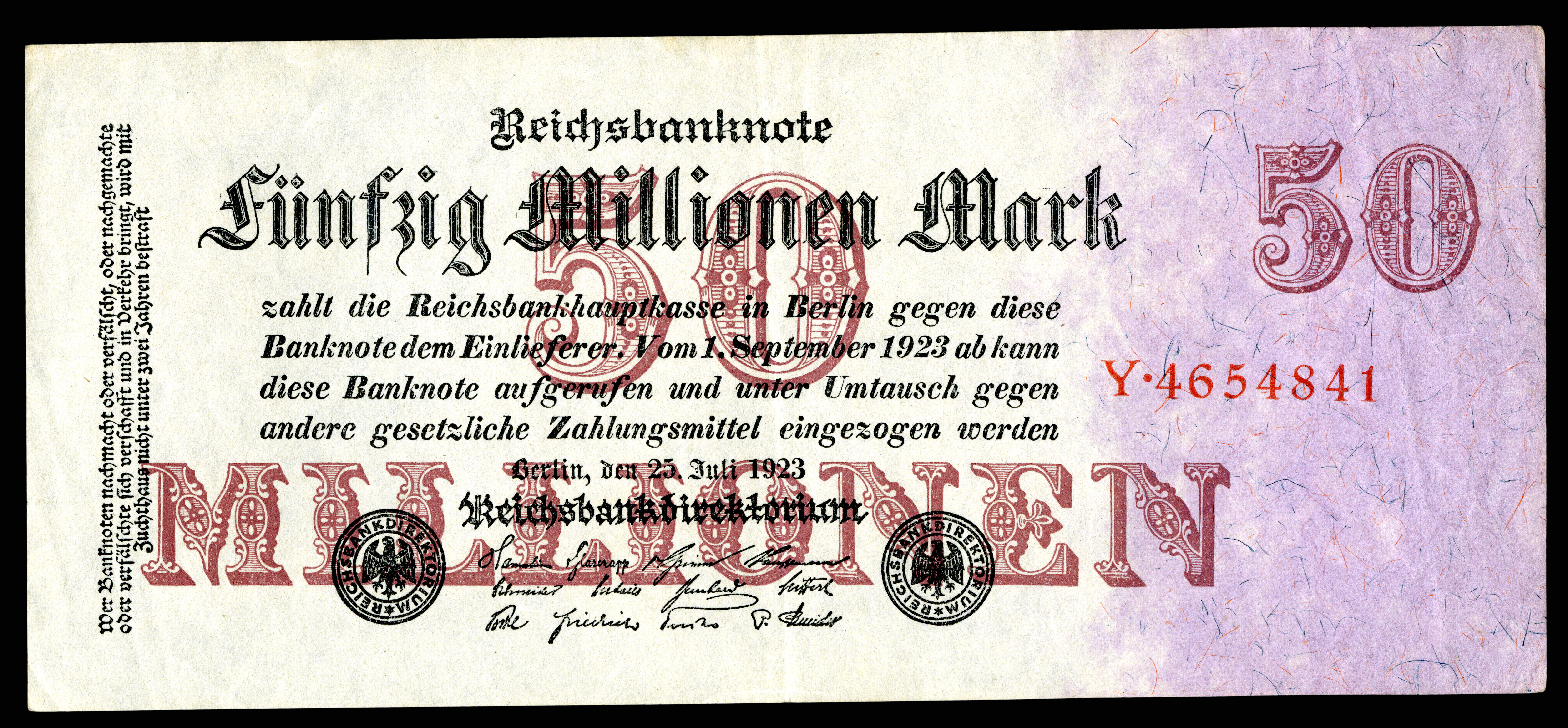
50 miljoen Mark (25 juli 1923)
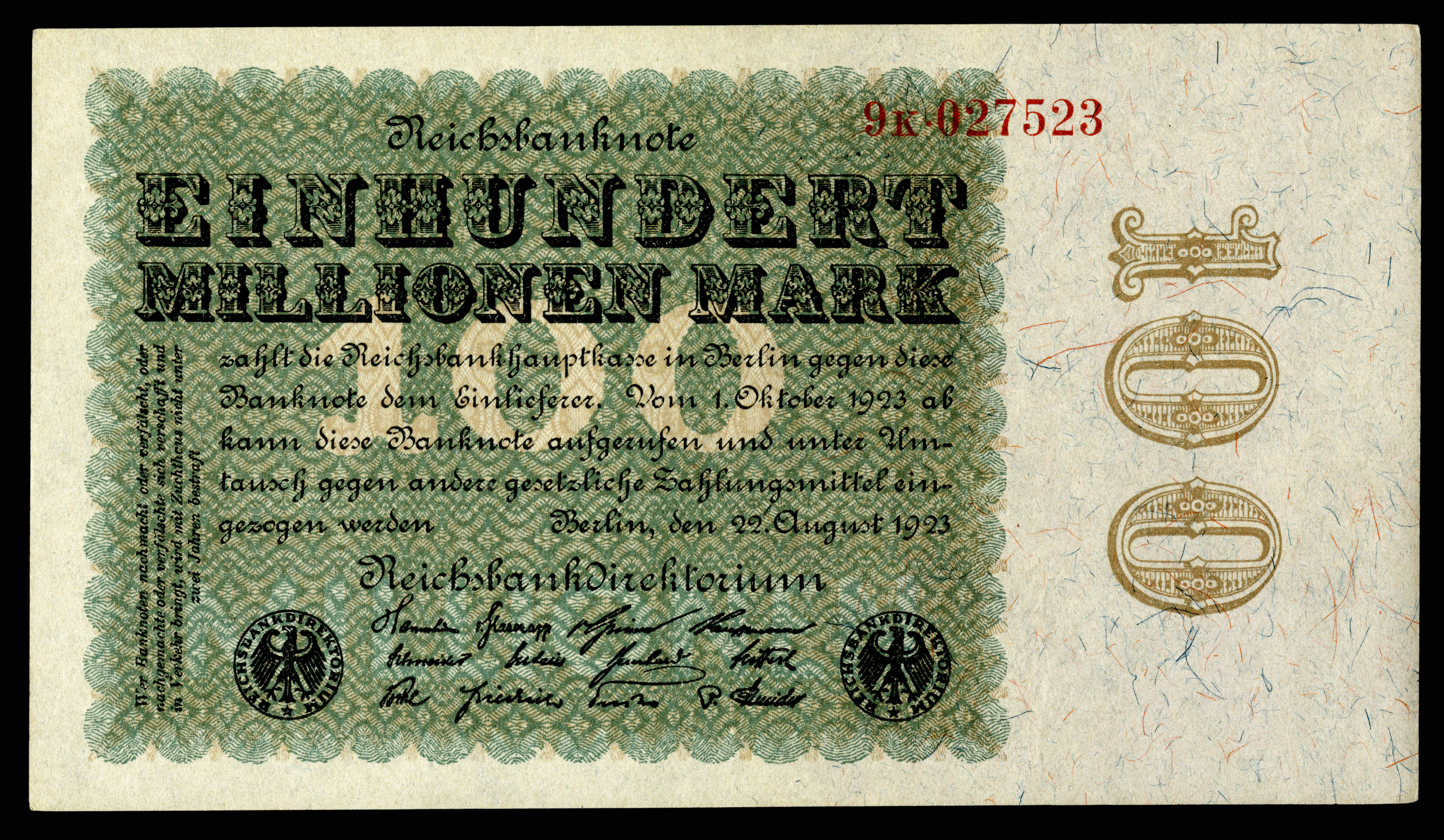
100 miljoen Mark (22 augustus 1923)
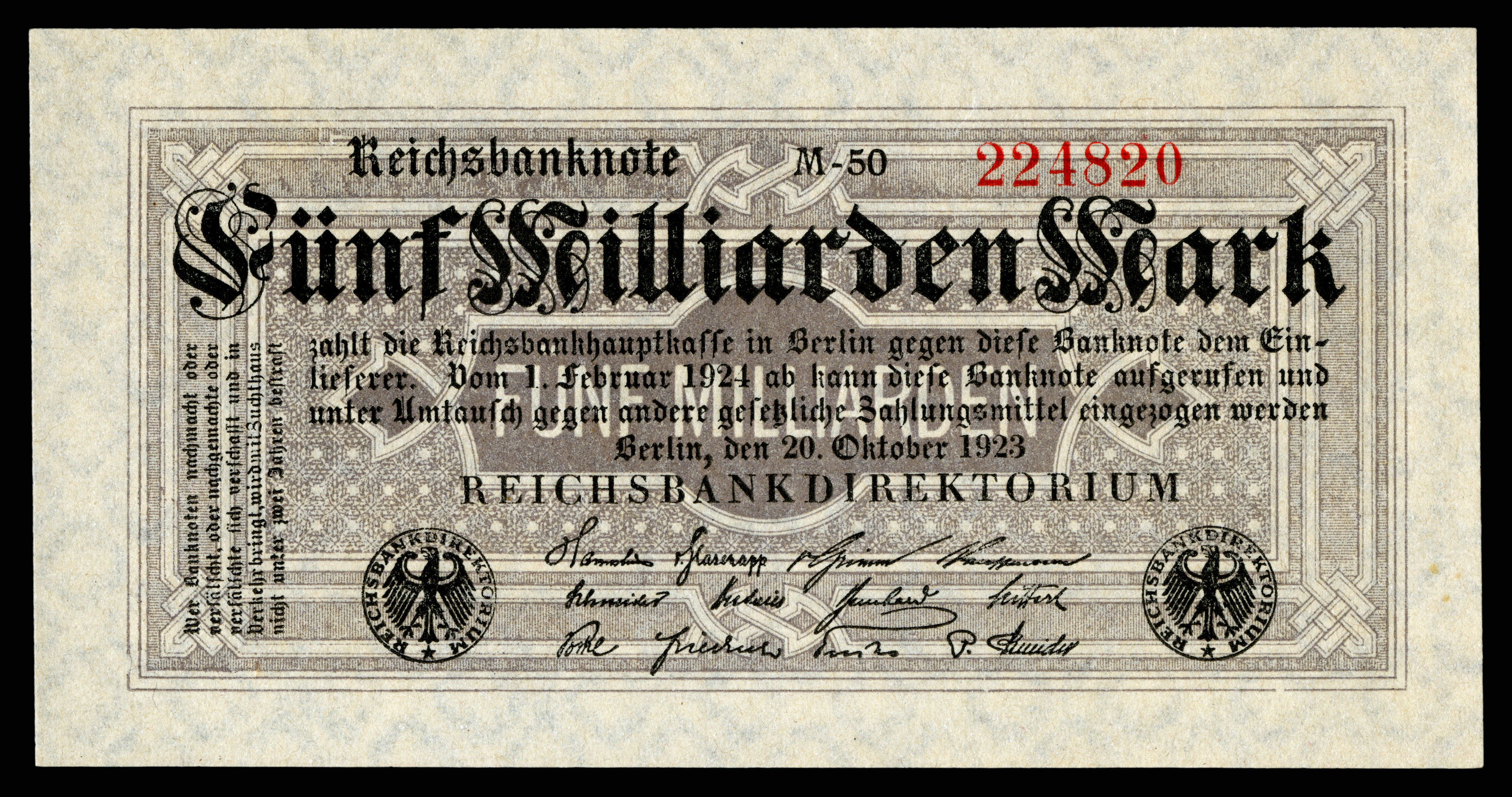
5 miljard Mark (20 oktober 1923)
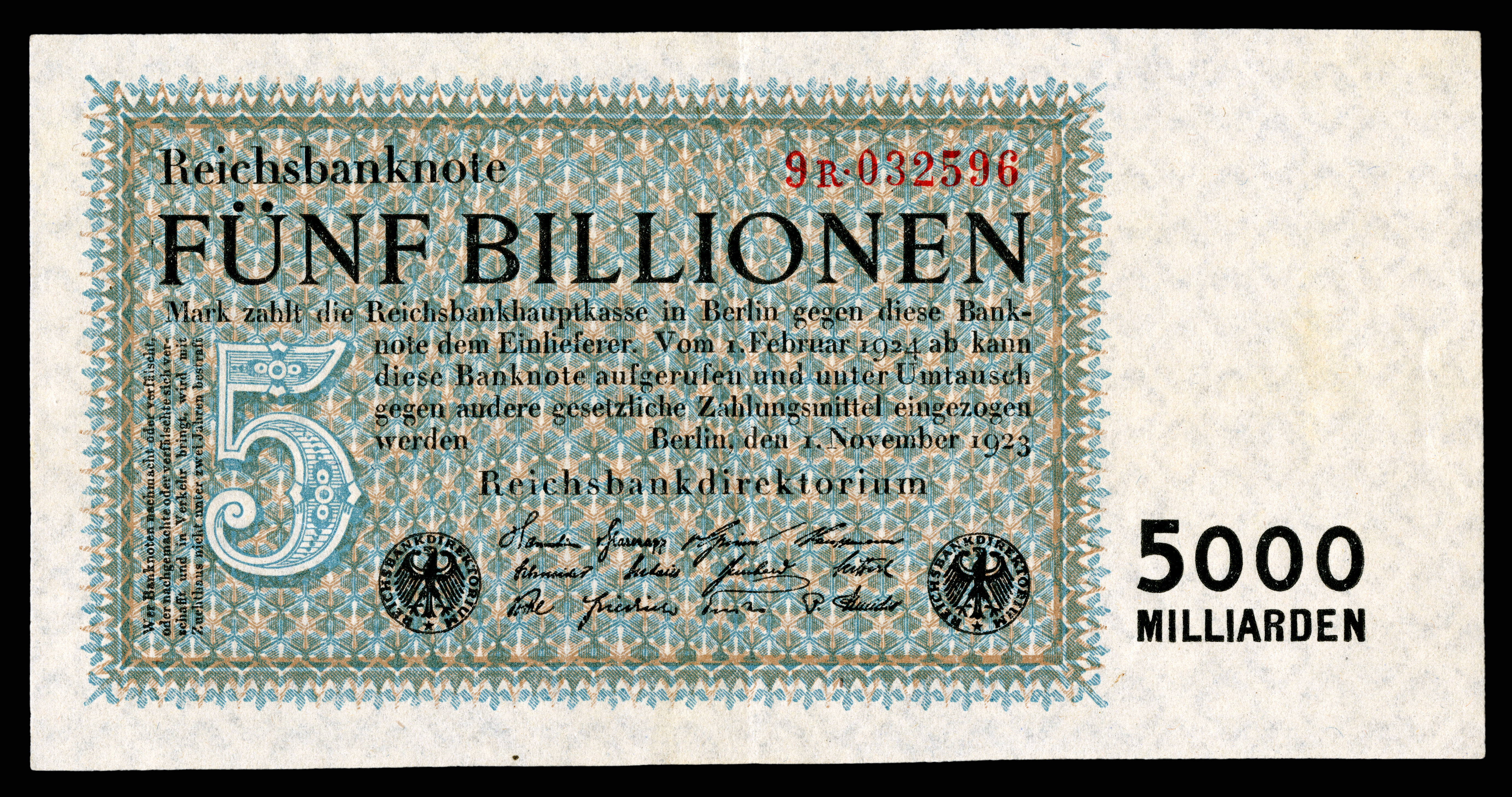
5 biljoen Mark (1 november 1923)

## Trivia
- Op een zeker moment was het papiergeld zo weinig waard dat het goedkoper was de muur te behangen met bankbiljetten dan met behangpapier.
- In de toenmalige Noord-Duitse gemeente Altona kregen ten tijde van de hyperinflatie (ca. 1920-1924) de gemeenteambtenaren hun salaris in gaspenningen uitbetaald. Deze waren, in tegenstelling tot de Papiermark, inflatiebestendig.